# Ентоні Фішер
Сер Ентоні Джордж Енсон Фішер AFC (28 червня 1915 — 8 липня 1988), на прізвисько AGAF, — британський бізнесмен і засновник аналітичного центру. Він брав участь у формуванні різних лібертаріанських організацій у другій половині двадцятого століття, у тому числі Інституту економічних справ та мережі Atlas. Через Atlas він допоміг створити до 150 інших установ по всьому світу.

## Раннє життя
Ентоні Фішер народився 28 червня 1915 року. Йому було лише два роки, коли його батько був убитий снайпером у секторі Газа під час Першої світової війни.
Здобув освіту в Ітонському коледжі. Закінчив Трініті-коледж у Кембриджі за ступенем інженера. Під час Другої світової війни служив льотчиком-винищувачем у Королівських ВПС, був нагороджений Хрестом ВПС.

## Кар'єра
Після Другої світової війни його стривожили вибори лейбористського уряду, націоналізація промисловості та запровадження центрального економічного планування. У 1945 році Фішер прочитав «Дорогу до кріпацтва» австрійського економіста Ф. А. Гаєка, що вплинуло на його мислення. Фішер розшукав Гаєка в Лондонській школі економіки (де він викладав) й розповів про свої плани зайнятися політикою. Однак Гайєк переконав його, що аналітичні центри є найкращим засобом для здійснення політичних змін.
У 1952 році він здійснив навчальну поїздку до Сполучених Штатів, де відвідав новий Фонд економічної освіти (FEE). Ф. А. Гарпер з FEE познайомив Фішера з колишніми колегами з факультету сільського господарства Корнельського університету в Ітаці, Нью-Йорк, які показали йому інтенсивні методи вирощування курей. Фішер був дуже вражений і повернувся, щоб розпочати першу в Англії курячу ферму з клітками батарейного типу, Buxted Chickens, що зрештою зробило його мільйонером.
У 1955 році він використав свій стан, щоб разом з Ральфом Гаррісом створити впливовий Інститут економічних справ.
Деякі інші бізнесові підприємства Фішера не увінчалися успіхом (включаючи підприємство з вирощування черепах).
У 1971 році Фішер заснував Міжнародний інститут економічних досліджень, який створив мережу Atlas в 1981 році і Міжнародну мережу політики в 2001 році. Завдяки цій діяльності Фішер надав фінансову та оперативну підтримку величезній кількості молодих аналітичних центрів, більшість з яких не існували б без його впливу. Саме через мережу Atlas Фішер зміг поширити свої переконання по всьому світу. До 1984 року Фішер спостерігав за вісімнадцятьма установами в одинадцяти країнах. Станом на 2017 рік Atlas підтримує та співпрацює з майже 500 аналітичними центрами вільного ринку в більш ніж 90 різних країнах.
У своїй книзі «Думай немислиме» (англ. Thinking the Unthinkable) Річард Кокетт описав роль Фішера у підтримці інших аналітичних центрів, що розвиваються в усьому світі. Кокетт писав: «З огляду на його репутацію в МЕА, його запросили в 1975 році стати співдиректором Інституту Фрейзера у Ванкувері, заснованого канадським бізнесменом Т. Патріком Бойлом у 1974 році. Фішер дозволив молодому директору Інституту Фрейзера, доктору Майклу Волкеру, продовжити інтелектуальний результат Інституту (так само, як він дав волю Селдону і Гаррісу в IEA), а сам зосередився на зборі коштів». Кокетт пояснив, що після успіху в Інституті Фрейзера Фішер відправився до Нью-Йорка, де в 1977 році заснував Міжнародний центр досліджень економічної політики (ICEPS), пізніше перейменований в Манхеттенський інститут. «Реєстраційні документи ICEPS були підписані видатним адвокатом Біллом Кейсі, пізніше директором Центрального розвідувального управління». Кокетт коментує, що «під керівництвом Вільяма Хеммета Манхеттенський інститут став, ймовірно, найбільшим успіхом Фішера після МЕА».
У 1977 році, писав Коккет, Фішер переїхав до Сан-Франциско «зі своєю другою дружиною Доріан, з якою він познайомився через товариство Мон-Пелерін, і заснував Тихоокеанський дослідницький інститут у 1979 році», а Фішер і Мілтон Фрідман жили в одному багатоквартирному будинку в Сан. Франциско протягом 1980-х років. Наприкінці 1970-х Фішер допомагав Грегу Ліндсі у розбудові Центру незалежних досліджень у Сіднеї. Кокетт написав: «У 1981 році, щоб координувати та встановити центральний фокус для цих інститутів, які Фішер заснував у всьому світі, він створив Atlas Economic Research Foundation, який у 1987 році об’єднався з Інститутом гуманітарних досліджень (IHS).) (заснований членом Мон Пелеріна Ф. А. Гарпером у 1961 році), щоб забезпечити центральну інституційну структуру для того, що швидко стало постійно зростаючою кількістю міжнародних аналітичних центрів або дослідницьких інститутів вільного ринку». За словами Кокетта, «Фішер використовував місцеві та міжнародні збори Товариства Мон-Пелерен, щоб знайти персонал, збирач коштів та донорів для багатьох Інститутів Атласу», оскільки міжнародні аналітичні центри зростали.
Він був співзасновником Інституту Фрейзера, Манхеттенського інституту, Тихоокеанського дослідницького інституту, Національного центру аналізу політики, Центру незалежних досліджень та Інституту Адама Сміта.

## Особисте життя
Був одружений двічі. Від першої дружини у нього було четверо дітей, у тому числі Лінда Ветстон, яка була пов'язана з багатьма аналітичними центрами Фішера. Його онука, Рейчел Уетстон, обіймає посаду старшого віце-президента з комунікацій та державної політики Uber.
Його друга дружина, Доріан Фішер, була вдовою Джорджа Н. Крокера.

## Смерть
Помер 8 липня 1988 року в Сан-Франциско, Каліфорнія.

## Клуб Е. Фішера
Існує приватний обідній клуб під назвою 'A. Fisher Club» в Оксфордському університеті. Клуб складається з кількох обдарованих студентів, об’єднаних їхньою любов’ю до дебатів і свободою, які пропагують ідеали Ентоні Фішера.